# Johann Caspar Dilly
Johann Caspar Dilly (* 29. Oktober 1767 in Bonn; † 10. Oktober 1841 in Bangstede) war ein deutscher Wanderkünstler, der als Maler und Silhouetteur tätig war.

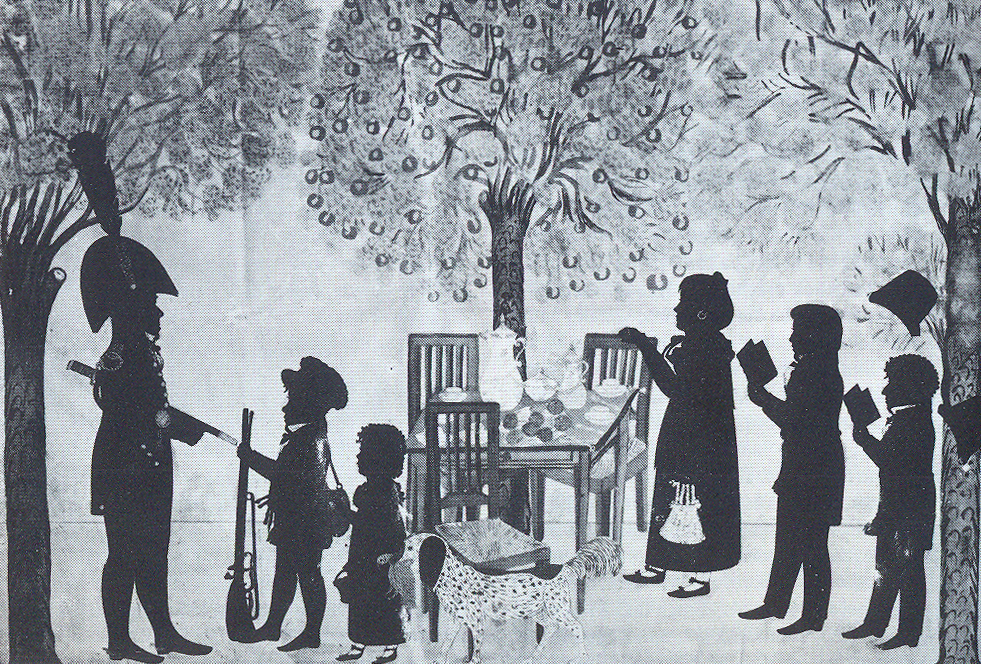
Scherenschnitt: Förster Püschelberger und Frau, geb. Möllmann, mit Kindern. 1817 in Menslage erstellt.

## Leben

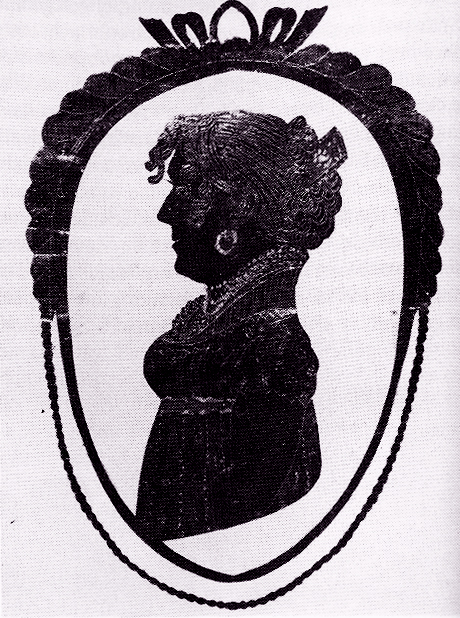
Catharina Rebecca Sophia Möllmann, geb. Gerding, Gattin von Pastor Bernhard Möllmann (um 1818)

Dillys Malereien zeigen Familientafeln, Verlobungs- und Hochzeitspaare, Kinderporträts sowie Stuben- und Gartenszenen und seine Scherenschnitte bilden „detailgetreu und profilscharf“ die Wohn- und Kleidungskultur der Bauernfamilien und ländlichen Oberschichten Nordwestdeutschlands zwischen 1800 und 1840 ab. Von der volkskundlichen Forschung werden seine Arbeiten als Quellenmaterial für die Zeit des Biedermeiers genutzt.
Dilly signierte seine Bilder mit Ort, Tag und Jahr, so dass sich sein Wirkungskreis zurückverfolgen lässt. Die erste erhaltene Arbeit datiert von 1805. Dilly wanderte von Mainz nach Norden und hielt sich jeweils längere Zeit in Ravensberg, Bielefeld, Osnabrück und schließlich im Essen (Oldenburg) auf, wo er 1815 Anna Margarethe Hollrah heiratete, mit der er in ihr Heuerlingshaus in Hollrah in der Löninger Bauerschaft Winkum zog und mit der er einen Sohn hatte. Ab 1825 tauchen seine Arbeiten im Oldenburger Ammerland auf; von dort führte sein Weg nach Ostfriesland. Vermutlich aus wirtschaftlichen Gründen und auf der Suche nach Kundschaft ging er erneut auf Wanderschaft, auch im hohen Alter, bis zu seinem Tod.
Dilly wurde am 12. Oktober 1841 auf dem Kirchhof von Bangstede begraben, wo er zwei Tage zuvor auf dem Heerweg zusammengebrochen und verstorben war.
Die Silhouettenkunst hatte allerdings inzwischen ihren Höhepunkt längst überschritten. Sie wurde zunächst von der Daguerreotypie und schließlich der Photographie abgelöst.
1999 fand im Historischen Museum Aurich die Ausstellung „Scherenschnitte aus ostfriesischen Familien. Der Silhouetteur Caspar Dilly in den Jahren 1827 bis 1841“ statt.